# جمهوری سوسیالیستی خودمختار آجاریا
جمهوری سوسیالیستی خودمختار آجاریا (به لاتین: Adjarian Autonomous Soviet Socialist Republic) یک منطقهٔ مسکونی در اتحاد جماهیر شوروی سوسیالیستی است که در جمهوری شوروی سوسیالیستی گرجستان واقع شد ه بود. پس از فروپاشی اتحاد جماهیر شوروی در سال 1991 ، به جمهوری خودمختار آجاریا در گرجستان تبدیل شد